# Lost Girls (film)
Lost Girls is een Amerikaans mysterydrama uit 2020 onder regie van Liz Garbus. De film is gebaseerd op Robert Kolkers gelijknamige non-fictieboek over de Long Island-seriemoordenaar. De hoofdrollen worden vertolkt door Amy Ryan, Thomasin McKenzie, Lola Kirke, Oona Laurence en Gabriel Byrne.

## Verhaal
Wanneer haar 24-jarige dochter Shannan in Long Island verdwijnt, begint Mari Gilbert, in de steek gelaten door de politie, aan een eigen zoektocht. Ze ontdekt dat Shannan deel uitmaakte van een netwerk van sekswerkers en dat ook andere vrouwen die deel uitmaakten van het netwerk in gelijkaardige omstandigheden verdwenen.

## Rolverdeling
| Acteur            | Personage    |
| ----------------- | ------------ |
| Amy Ryan          | Mari Gilbert |
| Thomasin McKenzie |              |
| Lola Kirke        |              |
| Oona Laurence     |              |
| Gabriel Byrne     |              |
| Miriam Shor       |              |
| Kevin Corrigan    |              |
| Dean Winters      |              |
| Austyn Johnson    |              |

## Productie
In 2013 bracht journalist Robert Kolker met Lost Girls: An Unsolved American Mystery een non-fictieboek uit over vijf sekswerkers die vermoord werden door de Long Island-seriemoordenaar. In 2016 werd aangekondigd dat het boek door Liz Garbus zou verfilmd worden in dienst van Amazon Studios. Een jaar later werd Sarah Paulson gecast als hoofdrolspeelster.
Amazon zette het project niet voort, waarna het werd opgepikt door Netflix. Paulson werd in mei 2018 als hoofdrolspeelster vervangen door Amy Ryan. In oktober 2018 raakte de casting van onder meer Thomasin McKenzie, Gabriel Byrne, Oona Laurence, Lola Kirke en Miriam Shor bekend. McKenzie gaf een rol in Top Gun: Maverick (2021) op om aan Lost Girls te kunnen meewerken. Ryan en Byrne speelden eerder ook al samen in de televisieserie In Treatment (2008–2010).
De opnames gingen op 15 oktober 2018 van start in New York en eindigden op 27 november 2018. Southold (Long Island) werd als locatie gebruikt voor Gilgo Beach (Long Island).

## Release
De film ging op 28 januari 2020 in première op het Sundance Film Festival.